# I Love You, I'm Trying
I Love You, I'm Trying è il secondo album in studio del cantante canadese/statunitense Grandson, pubblicato il 5 maggio 2023 dalla Fueled by Ramen.

## Tracce
1. Two Along Their Way – 1:07 (Jordan Edward Benjamin, Lisa Scinta, Joey Resly)
2. Eulogy – 2:22 (Jordan Edward Benjamin, Kevin Hissink)
3. Something to Hide – 2:00 (Jordan Edward Benjamin, Krupa, Kevin Hissink)
4. Drones – 2:30 (Jordan Edward Benjamin, Geoff Warburton, Kevin Hissink)
5. I Love You, I'm Trying – 2:43 (Jordan Edward Benjamin, Jon Levine, David Pramik, Kevin Hissink)
6. Half My Heart – 2:45 (Jordan Edward Benjamin, Colin Brittain, Kevin Hissink, Mike Shinoda, Ross Golan, Taylor Bird)
7. When the Bomb Goes – 2:35 (Jordan Edward Benjamin, Kevin Hissink, John Flynn, Krupa, Jon Levine, Kristine Flaherty)
8. Enough – 3:41 (Jordan Edward Benjamin, Krupa, Boonn, Lil Aaron, Kevin Hissink)
9. Murderer – 4:25 (Jordan Edward Benjamin, Andrew Migliore, Geoff Early, Boonn, Kevin Hissink, Sam Harris, Taylor Bird)
10. I Will Be Here When You're Ready to Wake Up (featuring Wafia) – 1:01 (Jordan Edward Benjamin, Joey Resly, Wafia Al-Rikabi)
11. Heather – 3:19 (Jordan Edward Benjamin, Andrew Migliore, Maxwell Joseph)
12. Stuck Here with Me – 3:57 (Jordan Edward Benjamin, Andrew Migliore, Luke Spiller, Jon Levine)

## Formazione
Hanno partecipato alle registrazioni, secondo le note di copertina:
- Grandson – produzione, voce, pianoforte (traccia 1), chitarra (tracce 2, 3, 5, 10), basso (tracce 3, 5), tastiera (tracce 6, 12), batteria (traccia 12)
- Wafia – produzione (traccia 10), voce aggiuntiva (traccia 10), voce secondaria (tracce 1, 2, 6, 7, 8, 12)
- Luke Spiller – voce secondaria (traccia 12)
- Joey Resly – produzione (tracce 1, 10), basso (traccia 10), tastiera (traccia 10)
- Boonn – produzione (tracce 2, 4, 8, 9), chitarra (tracce 2, 4, 8, 9), sintetizzatore (tracce 8, 9)
- Kevin Hissink – produzione (tracce 3, 4, 5, 7, 8, 12), sintetizzatore (tracce 2), chitarra (tracce 3, 4, 5, 7, 8, 9, 12), basso (tracce 3, 5, 7)
- Mike Shinoda – produzione (traccia 6), voce secondaria (traccia 6)
- Colin Brittain – produzione (traccia 6), tastiera (traccia 6)
- Taylor Bird – produzione (traccia 6)
- Krupa – produzione (tracce 3, 5, 7, 8), sintetizzatore (tracce 3, 7, 8)
- Jon Levine – produzione (tracce 5, 7, 12), vocoder (traccia 5), tastiera (traccia 5), batteria (traccia 5), chitarra (traccia 7), sintetizzatore (traccia 12)
- David Pramik – produzione (traccia 5)
- John Flynn – produzione (traccia 7), sintetizzatore (traccia 7)
- Kristine Flaherty – voce secondaria (tracce 7, 12)
- Lil Aaron – produzione (traccia 8)
- Sam Harris – voce secondaria (traccia 9)
- Andrew Migliore – produzione (traccia 11), archi (tracce 9, 11), pianoforte (traccia 11), chitarra (traccia 11)
- Maxwell Joseph – produzione (traccia 11), sintetizzatore (traccia 11)